# マニラの戦い (1574年)
マニラの戦い(1574年)（スペイン語: Batalla de Manila en el 1574; Filipino：Labanan sa Maynila ng 1574）は、マニラ地域の主に現在のパラニャーケで、林鳳率いる中国・日本の海賊と、スペイン軍と先住民の同盟軍との間で行われた戦いである。この戦いは1574年11月29日に起こった 林鳳の艦隊はパラニャーケに上陸し、そこからイントラムロス砦への攻撃を開始した。当初、住民は混乱していたが、林鳳の軍隊は彼らを潰走させた。さらに倭寇はスペイン軍の司令官であるマルティン・ド・ゴイティを殺害したが、マルティン・ド・ゴイティの抵抗により、マニラへの攻撃を遅らせることになった。
林鳳の倭寇軍はマニラを包囲したが、フアン・デ・サルセード率いるスペインのマスケット銃士50人の部隊が包囲を破った。  マニラで敗れた林鳳は撤退し、マニラへの侵攻計画を放棄してパンガシナン州を占領した。一年後、サルセード率いるスペイン軍が再び林鳳を破った 。

## 背景
1571年のスペイン人の調査報告によると、日本人の海賊、密貿易商人が支配する植民地はマニラ、カガヤン・バレー地方、コルディリェラ、リンガエン、バターン、カタンドゥアネスにあったという。
1574年、林鳳の艦隊はマニラを目指して出発した。林鳳は広東での戦いで明艦隊によって追放されたばかりで、より少ない労力で大きな利益を得られるフィリピン諸島に本拠地を移すことを考えていた。スペイン人の船員を乗せた中国の貿易船を拿捕した後、マニラには200人ほどのスペイン人兵士の守備隊しかいないことを知り、奇襲をかければ簡単に都市を占領できると判断した。
11月、スペイン人捕虜に導かれた林鳳は、スペイン人を追放して都市を奪うために集められた約60隻のジャンク船で編成された船団を率いてルソン島に到着した。林鳳の部隊は2000人の兵士、2000人の水兵、1500人の入植者で構成されていた。その中には、家族全員、中国や日本で捕らえられた身代金目当ての女性、農民、大工、職人、医者、そして入植地を作るために必要なすべての物資が含まれていた。 
また日本の資料によれば、林鳳は倭寇の一派と同盟して行動しており、その結果、林鳳の軍隊の中核は日本人倭寇であったと考えられている。スペインの資料によれば、侵略者のサーベルは、伝統的な中国の武器とともに、日本のカタナに由来するカタナであったと記述されている。

## 戦闘
リマホンの艦隊は、フアン・デ・サルセードとフランシスコ・デ・サベドラが指揮するルソン島北部のスペインの拠点に発見された。3人の伝令を海路で送ったが、無風のために海賊船団に追いつかれ、スペイン人は船を捨てて陸路を徒歩で進むことを余儀なくされた。その結果、伝令の到着が遅れた。

### 第一次攻撃
11月30日、林鳳は日本人倭寇Siocoが率いる400-600人の海賊を投入し、気づかれず都市に夜襲をかけようとした。しかし、林鳳は海岸に到着した直後、道案内だったスペイン人捕虜を処刑するよう命じてしまい、道案内の喪失によって奇襲作戦は失敗に終わった。Siocoの遠征隊は危険な潮流に巻き込まれ、3隻の船を失い、パラニャーケに向かって流されてしまった。Siocoは、ロープで船を牽引しながらマニラまで徒歩で行軍することを決断した。

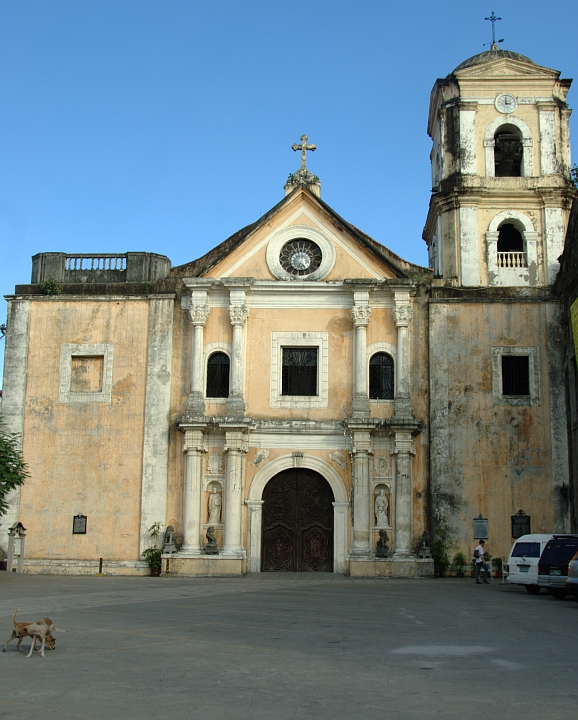
再建されたサン・アグスティン教会

Siocoたちは地元民を手当たりしだいに襲っていたため発見された。住人達は倭寇をボルネオから来たイスラム教徒の盗賊だと勘違いしていた。マルティン・デ・ゴイティ総督は、サン・アグスティン教会近くの自宅で倭寇侵入の情報を得たが、10人の衛兵を派遣しただけで、警報を鳴らしたり、守備隊に知らせたりすることもなかった。 海賊はすぐに衛兵を殺して家を包囲したが、デ・ゴイティの妻ルシア・デル・コラルが窓から倭寇を侮辱した。激怒したSiocoは、家が十分に防御されていることを知り、火をつけるように命じた。当時、ゴイティは高齢で病気だったが、低い窓から飛び降りたという伝承がある。倭寇は彼の鼻と耳を戦利品として切り取ったとも言われている。
Siocoはマニラへの行軍を再開したが、地元民による警告が間に合い守備隊は防衛の準備を完了させていた。守備隊の指揮官はラベザリスで、彼の家は市街の反対側に位置していた。Siocoの部隊は城壁の外で、近くにいたロレンツォ・チャコンが指揮する20人のアルカブセロスに部隊に遭遇し、彼らの行軍を妨害した。数的優位に立った倭寇は、チャコンを包囲して迫り、残りの海賊が街に向かう前に8人を殺害した。倭寇は彼らを追いかけたが、アロンソ・ベラスケス率いるスペイン兵80人の一隊が側面から攻撃してきた。Siocoは戦術的な優位性が失われたことを悟り、さらにスペイン軍の援軍の介入を恐れて、林鳳との合流を約束していたカビテへの退却を呼びかけた。
Siocoと彼の部隊は林鳳の艦隊に乗り込み、2日間の休息後の攻撃再開を計画した。ラベサリスは近くの兵士をすべてマニラに呼び寄せて要塞を築き、新たな攻撃への対策をしていた。マニラでは、海賊がボルネオ島のブルネイ帝国ラジャに仕えているとの見方が根強く、ラベサリスは敵の内通者ではないかと疑って、地元のイスラム教徒の酋長ヌマナタイとラジャバゴの2人を逮捕した。その直後、サルセードが援軍を連れてマニラに到着したため、ゴイティの後釜にラベサリスを昇進させ、サルセード自身の率いる部隊は少尉だったガスパール・ラミレスに任せた。この時点でのスペイン軍は、イベリア兵150～200人、バウアンのイロカノ族の戦士200人と民兵数人だった。

### 第2次攻撃
12月2日夜、林鳳の艦隊がマニラに到着するのが目撃された。最初の砲撃戦は夜明けに行われ、艦隊は錨を下ろして、Siocoが再び指揮する1,500人の海賊を配備した。サン・アグスティン教会を含む多くの海岸の家々に火をつけた後、Siocoは軍隊を3つの部隊に分けるように命じ、スペイン人を三方から包囲できる外に引きつけることを期待した。しかし、ラベサリスはSiocoの戦術を察知し、倭寇艦隊がより良い射撃位置を求めて移動しても、城壁内の防御陣地のほうが安全性が確保でき反撃に適していると見て、兵士が城壁を離れることを禁じた。最終的に、銃撃戦の中、Siocoは突撃を指示、3個部隊を後衛に残したまま、2方向から城壁を攻撃する命令を下した。

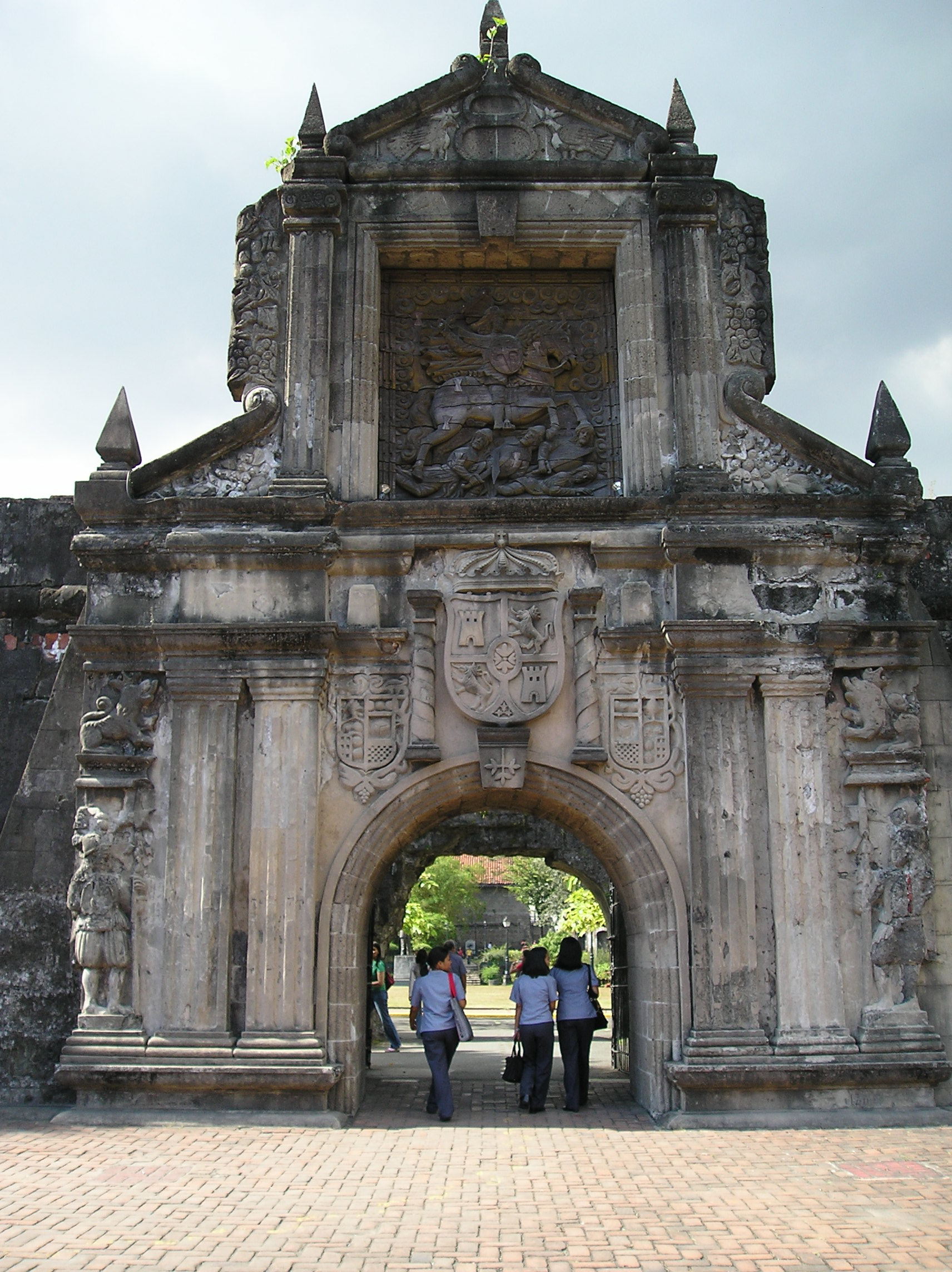
サンティアゴ要塞、マニラ

マニラ市民は当初、すべての攻撃を撃退したが、スペインのアラバルデロスの指揮官の一人、サンチョ・オルティス少尉が狙撃死、その結果彼の部隊は圧倒され、城壁は倭寇に開放された。倭寇は市内に入り、サルセードやマニラ市長のフランシスコ・デ・レオンの軍と交戦していたが、スペイン軍の大砲は倭寇艦隊を圧倒して港外に押し出していた。主戦場となったのは路上で、デ・レオンは倭寇に殺害されたが、その直後、Sioco自身もスペインの射撃手によって戦死した。指揮官を失った倭寇たちは、ついに城壁から追い出された。
多くの死傷者を出したが、サルセードは倭寇を浜辺に追いやったが、林鳳が数隻の船で400人の兵士の援軍を配備して戻ってきたため、彼らは城壁に戻らざるを得なくなった。林鳳は、Siocoが残した3つの部隊のうち1つを呼び寄せ、合計1000人ほどの兵を集めたが、これ以上の攻撃は無駄と判断して攻撃を中止した。林鳳は2隻の船に火を放ち、サルセドの注意をそらそうとしたが、スペイン人はその策略を見破り、略奪者達を倒してしまったという。結局、林鳳はすべての兵士を船に呼び寄せ、マニラからの攻撃を受けて海岸を完全に放棄した。

### 最終局面
林鳳はパラニャーケに向けて略奪を行い、サルセードはマニラを再建して第三次攻撃に備えた。夜間、浜辺にたくさんの松明が灯されて混乱したが、倭寇の遺留品を物色するルソンの地元民であることがわかり、その後、林鳳の艦隊が確実に北に退却したことがマニラに知らされた。戦後、地元の民兵の一人であるガロは、その勇敢さと指導力により、貴族や高位聖職者だけに許されたドンの称号を与えられた。
ラベサリスが追撃艦隊を集めるためにパナイ島、カマリネス島、セブ島から軍を呼び寄せている間、サルセードはトンドとミンドロの暴動を解決するために派兵された。彼は自ら酋長のラカンドラを説得して降伏させ、火攻めで拷問されていた聖職者の人質を解放した。